# Flight of Fear
Flight of Fear sont des montagnes russes lancées enfermées de deux parcs de Cedar Fair aux États-Unis. Elles se situent à Kings Dominion, à Doswell, en Virginie et à Kings Island, à Mason, en Ohio. Les deux montagnes russes ont ouvert en 1996 et elles ont été construites par Premier Rides. Ce sont les premières montagnes russes au monde à être lancées par des moteurs linéaires à induction. Ce sont aussi les troisièmes montagnes russes enfermées les plus rapides au monde après les deux Rock 'n' Roller Coaster. À leur ouverture, les deux montagnes russes avaient l'accélération la plus rapide du monde sur des montagnes russes.

## Kings Dominion

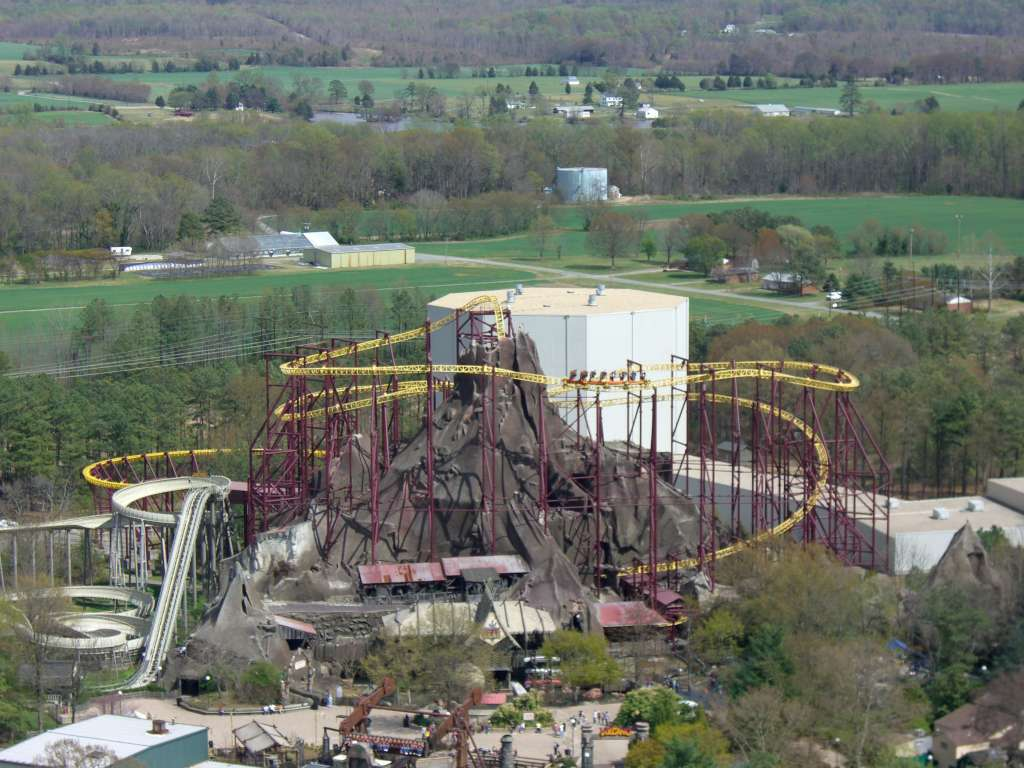
L'attraction se trouve dans le bâtiment blanc à Kings Dominion.

Flight of Fear est situé dans la zone Congo de Kings Dominion. C'est un des trois parcours de montagnes russes lancées du parc. Pendant la plupart de la saison 2006, l'attraction était fermée. Elle allait peut-être être relocalisée dans un autre parc de Paramount Parks. Cependant, elle a rouvert le 18 août, après la vente de Paramount Parks à Cedar Fair Entertainment.

## Kings Island
Flight of Fear est situé dans la zone X-base de Coney Mall à Kings Island. Pendant la saison 2007, des caméras étaient installées sur les trains et elles pouvaient filmer le tour. Elles ont été enlevées pour la saison 2008.

## Parcours
Le train est accéléré de 0 à 86,9 km/h en 4 secondes. Le train arrive dans un "bol de spaghettis" qui contient un cobra roll, un Sidewinder (une inversion qui ressemble à un Immelmann et beaucoup de virages. Après les freins de mi-parcours, il y a une spirale qui descend vers la gauche, des autres virages et un tire-bouchon avant les freins finaux.

## Trains
Flight of Fear a trois trains de cinq wagons. Les passagers sont placés à deux sur deux rangs pour un total de vingt passagers par train.